# Пайхама, Кунди
Кунди Пайхама (порт. Kundy Paihama; 9 декабря 1944, Кипунго — 24 июля 2020, Луанда) — ангольский политик и государственный деятель, член руководства МПЛА. С 1979 года возглавлял ряд силовых министерств и региональных администраций. Отличался жёстким курсом в отношении оппозиции. Считался одним из приближённых президента Жозе Эдуарду душ Сантуша. Был известен также как предприниматель-финансист.

## Активист МПЛА
Родился в городе Кипунго провинции Уила. Этнически происходил из овамбо. Образование получил в Лубанго и Луанде. Служил в португальских войсках.
В 1974 Кунди Пайхама примкнул к МПЛА. В 1976 был представлен первому президенту независимой Анголы Агостиньо Нето и назначен на административную должность в Кипунго. Участвовал в гражданской войне против УНИТА в провинции Кунене. Был комиссаром МПЛА в отдельном батальоне ФАПЛА, координатором партийных структур в Бенгеле.

## Силовик и администратор
После подавления мятежа Nitistas Кунди Пайхама некоторое время занимал пост министра внутренних дел НРА. В 1979 президент Нето расформировал службу госбезопасности DISA (на это ведомство была возложена ответственность за эксцессы подавления). В 1980 было учреждено новое Министерство государственной безопасности (MINSE), главой которого назначен Кунди Пайхама. В его ведении находились спецоперации против УНИТА и ФНЛА, контрразведка, наблюдение за иностранцами, нейтрализация оппозиционеров. Во главе MINSE Пайхама пробыл около года, вновь возглавил в 1986 и оставался до расформирования министерства в 1991.
С 1986 по 1991 Кунди Пайхама руководил Министерством госконтроля. В ходе переговорного процесса между правительством МПЛА и движением УНИТА имел встречу с Жонасом Савимби.
В 1990-х годах Кунди Пайхмама последовательно являлся губернатором провинций Луанда, Уила, Бенгела. С 1992 — генерал Вооружённых сил Анголы, в 1993—1995 — советник министра обороны. В 1992 Кунди Пайхама руководил избирательным штабом МПЛА на выборах, завершившихся Резнёй Хэллоуин.
В 1999 президент Жозе Эдуарду душ Сантуш назначил Кунди Пайхаму министром обороны. Этот пост Пайхама занимал до 2010. На этот период пришёлся заключительный этап гражданской войны, поражение УНИТА и гибель Жонаса Савимби в 2002, обострение конфликта в Кабинде, участие ангольских войск во Второй конголезской войне и конфликте в Киву. В 2000 Кунди Пайхама участвовал в анголо-российских переговорах о полномасштабном военном сотрудничестве (РФ представлял вице-премьер Илья Клебанов). Интересно, что заместителем Пайхамы являлся бывший начальник генштаба вооружённых сил УНИТА Демостенеш Амос Шилингутила, а советником — бывший начальник штаба вооружённых сил ФНЛА Тонта Афонсу Каштру.
В 2010—2014 Кунди Пайхама — министр по делам ветеранов.
С 2014 Кунди Пайхама являлся губернатором провинции Уамбо. Свою губернаторскую программу он характеризовал как создание консенсуса региональной элиты (в том числе традиционных племенных авторитетов), церкви и общества «во имя развития провинции». Возглавлял также провинциальную организацию МПЛА в Уамбо.
В апреле 2016 Кунди Пайхама был назначен губернатором провинции Кунене. Значительная часть населения негативно отнеслась к этому — в середине 1970-х Пайхама запомнился здесь авторитарным произволом в должности комиссара. Его губернаторская политика характеризовалась как «буржуазный неоколониализм МПЛА».
Кунди Пайхама состоял в высшем партийном органе — Политбюро ЦК МПЛА. Причислялся к лояльному окружению президента душ Сантуша (наряду с таким деятелем, как Дину Матрос). Являлся главным акционером и председателем совета директоров крупной финансовой структуры Banco Angolano de Negócios e Comércio (BANC). Лицензия BANC была отозвана Национальным банком Анголы в силу «технического банкротства».

## Проблемы при смене власти
Политические позиции Кунди Пайхамы резко ослабли после отставки Жозе Эдуарду душ Сантуша в сентябре 2017. Новый президент Анголы Жуан Лоренсу повёл курс своеобразной «ангольской оттепели», важным элементом которого стала антикоррупционная кампания. Близкие сподвижники душ Сантуша, в том числе Пайхама, стали обвиняться в злоупотреблениях властью и финансовых махинациях.
Кунди Пайхама был снят с губернаторской должности и в сентябре 2018 выведен из Политбюро (вместе с Дину Матросом). В начале 2019 BANC был объявлен банкротом. В отношении Пайхамы были выдвинуты конкретные обвинения в присвоении государственных средств. Пайхама заявил о своей невиновности и сформировал адвокатскую команду. При этом комментаторы отмечали наступательный стиль Пайхамы, его попытки «вернуться в финансовый сектор», но выражали сомнения, допустит ли это президент Лоренсу.
Независимые расследователи обвиняли Кунди Пайхаму в причастности к коррупции и «теневому» бизнесу. Утверждалось, будто Пайхама являлся частным владельцем крупной недвижимости в Кунене, оформленной как объект Министерства по делам ветеранов, и расширял свои земельные владения за счёт местных крестьян.

## Политик и личность
Политические эксперты называли Кунди Пайхаму «неброской, но сильной фигурой» режима МПЛА. Он занимал жёсткую позицию в отношении ангольской оппозиции. На предвыборных митингах в 2012 Кунди Пайхама призывал встать на защиту МПЛА и душ Сантуша, ставил в пример борьбу Башара Асада против Сирийского восстания. Назначения Пайхамы в Уамбо и Кунене воспринимались как ужесточение государственной политики в регионах традиционного влияния УНИТА и активных антиправительственных выступлений. Отстранение Пайхамы от государственных и партийных должностей при Лоренсу рассматривалось как признак определённой либерализации режима.
Кунди Пайхама не раз заявлял, что желал бы работать в шахте или в деревне, однако не имеет такой возможности. Подчёркивал своё христианское вероисповедание. В 2012 Пайхама крестился в Евангелической синодальной церкви Анголы. Получили известность циничные высказывания Пайхамы: «Не тратьте время на то, чтобы слушать обещания политиков, лучше работайте и богатейте», «Я хорошо сплю и хорошо ем, объедки с моего стола идут моим собакам, а не нищим», «Свиньи едят отруби и не умирают» (о массовой бедности в стране).
В Уамбо была издана биография губернатора Пайхамы — General Kundi Paihama — Uma história de batalhas e conquistas («Генерал Кунди Пайхама — история сражений и завоеваний»).

## Смерть
Кунди Пайхама умер в больнице Луанды в возрасте 75 лет. Официальные сожаления по этому поводу выразили вице-председатель МПЛА Луиза Дамиан и Дину Матрос. Они характеризовали Пайхаму как «бесстрашного борца», «опытного националиста», «большого друга», «пример для поколений», «символ борьбы» и т. п.. Похоронен Кунди Пайхама на малой родине в Кипунго.
Церемония носила закрытый характер из-за пандемии коронавируса. Было зачитано послание президента Жуана Лоренсу.

## Семья
Кунди Пайхама был женат, имел 13 детей. Четверо его младших братьев — генералы ангольской армии.